# SDI (videogioco)
S.D.I. è un videogioco d'avventura/azione pubblicato nel 1986-1987 dalla Cinemaware. Il videogioco è ambientato durante la guerra fredda ed è stato reso disponibile per i computer Amiga, Atari ST e MS-DOS. Era prevista anche una versione Apple IIGS che però non risulta uscita. 

## Trama
Il gioco utilizza la controversa Strategic Defense Initiative come espediente narrativo. Il videogioco è ambientato nell'ottobre del 2017, ma l'URSS non è collassata (all'epoca dell'uscita del videogioco non era ancora avvenuto) e la guerra fredda non è terminata. URSS e USA hanno sviluppato un proprio scudo spaziale. Il giocatore è al comando di una stazione spaziale statunitense durante una crisi in URSS. In Russia degli estremisti hanno preso il controllo di alcune installazioni missilistiche e, dato che il Cremlino ha rifiutato le loro richieste, questi periodicamente lanciano della testate nucleari contro gli Stati Uniti e contestualmente cercano di eliminare lo scudo spaziale statunitense. Il giocatore deve impedire la distruzione degli Stati Uniti e dello scudo spaziale, gestendo l'intercettazione dei missili e le riparazioni dello scudo.

## Modalità di gioco
Il giocatore controlla un satellite e deve distruggere i nemici utilizzando un mirino.